# Kiril Kombárov
Kirill Vladímirovich Kombárov (en ruso: Кирилл Владимирович Комбаров; Moscú, 22 de enero de 1987) es un futbolista ruso, mediocampista del Arsenal Tula. 
Es hermano gemelo del también mediocampista del Spartak Moscú Dmitri Kombárov. Su posición es de mediocampista ofensivo, pero a veces juega como lateral derecho.

## Clubes
| Club                   | País  | Año       |
| ---------------------- | ----- | --------- |
| Dinamo Moscú           | Rusia | 2006-2010 |
| Spartak de Moscú       | Rusia | 2010-2016 |
| Torpedo Moscú (cedido) | Rusia | 2014-2015 |
| Tom Tomsk              | Rusia | 2016      |
| Arsenal Tula           | Rusia | 2017-     |